# Międzynarodowa Konferencja Marksistowsko-Leninowskich Partii i Organizacji (hodżystowska)
Międzynarodowa Konferencja Marksistowsko-Leninowskich Partii i Organizacji – międzynarodowa sieć partii i organizacji o profilu hodżystowskim i marksistowsko-leninowskim, które podtrzymują linię albańskiego przywódcy Envera Hodży i Albańskiej Partii Pracy. Jest częścią ruchu antyrewizjonistycznego wewnątrz marksizmu-leninizmu.
Sieć nazywana jest także jako Międzynarodowa Konferencja Marksistowsko-Leninowskich Partii i Organizacji (Jedność i Walka), aby odróżnić ją od maoistowskiej organizacji pod taką samą nazwą. ICMLPO organizuje walne zgromadzenie raz w roku. Dodatkowo, organizowane są spotkania regionalne w Europie i Ameryce Łacińskiej.
Teoretyczny organem konferencji, jest Jedność i walka, publikowana co 6 miesięcy w wielu językach.

## Członkowie
- Benin: Parti communiste du Bénin
- Brazylia: Partido Comunista Revolucionário
- Burkina Faso: Parti communiste révolutionnaire voltaïque
- Chile: Partido Comunista Chileno (Acción Proletaria)
- Kolumbia: Partido Comunista de Colombia (Marxista-leninista)
- Wybrzeże Kości Słoniowej: Parti Communiste Révolutionnaire de Côte d'Ivoire
- Dania: Arbejderpartiet Kommunisterne
- Dominikana: Partido Comunista del Trabajo
- Ekwador: Partido Comunista Marxista-Leninista de Ecuador
- Francja: Parti communiste des ouvriers de France
- Niemcy: Kommunistische Partei Deutschlands (Roter Morgen)
- Grecja: Κίνηση για Ανασύνταξη του ΚΚΕ 1918-55
- Iran: Hezb-e Kar-e Iran
- Włochy: Piattaforma Comunista
- Meksyk: Partido Comunista de México (Marxista-Leninista)
- Norwegia: ML-gruppa Revolusjon
- Hiszpania: Partido Comunista de España (marxista-leninista)
- Tunezja: Parti communiste des ouvriers tunisiens
- Turcja:  Türkiye Devrimci Komünist Partisi
- Wenezuela: Partido Comunista Marxista-Leninista de Venezuela

## Byli członkowie
- Albania: Partia e Punës e Shqipërisë (do 1991)
- Wenezuela: Partido Bandera Roja (do 2005)
- Włochy: Organizzazione per il Partito Comunista del Proletariato d'Italia (do 2002)